# Повесть о Горе-Злочастии
«Повесть о Горе-Злочастии» («Повесть о Горе и Злочастии, как Горе-Злочастие довело молотца во иноческий чин») — анонимное древнерусское стихотворное произведение XVII века, сохранившееся в единственном списке XVIII века и имеющее литературное происхождение.

## Характеристика
В 1856 году была найдена А. Н. Пыпиным единственная рукопись «Повести» среди рукописей собрания М. П. Погодина, которое находилось в Публичной библиотеке Санкт-Петербурга. Впоследствии текст этого произведения переиздавался многократно. Рукопись «Повести» дошла до нас в списке XVIII века, однако датировка самого художественного памятника определяется XVII веком.
Произведение представляет собой смешение жанров. Здесь присутствует влияние фольклорных и книжных традиций. Основой для «Повести» являются народные песни о Горе и книжные «покаянные» стихи, но своим стихотворным размером и некоторыми деталями восходит к былинам. Автор «Повести» неизвестен, и тем не менее, для автора характерен философский взгляд на главного персонажа. Мо́лодец представляет собой как бы пример безотрадности человеческого рода, но вместе с тем автор с сочувствием относится к главному персонажу.

## Персонажи
Главным героем в «Повести» выступает молодец (в некоторых случаях называется добрым молодцем), который совершает плохие и хорошие дела. В течение всего повествования как явно, так и незримо присутствуют библейские персонажи (Адам и Ева, образ Блудного сына, Горе-Злочастие в образе Архангела Гавриила и др.). Вторым по значению персонажем является Горе-Злочастие — противоречивый образ, который то губит молодца (доводит до нищеты), то спасает его (не даёт утопиться). Помимо них присутствуют второстепенные персонажи — родители молодца, друзья в богатство и на пиру, друг, спаивающий и обирающий молодца, население чужой стороны, перевозчики и другие.

## Сюжет
В преддверии основного сюжета раскрывается библейская история про Адама и Еву, их грехопадение и последствия после этого для человечества. Потом происходит сюжетный переход на родительское наставление молодцу. Родители предостерегают главного героя от греховных действий: пьянства, гордости, блуда, глупости, азартных игр, воровства, лжи, непочтения к родителям и прочего. Далее основное повествование направлено на раскрытие деятельности молодца.
Главный герой уходит из отчего дома, имея при себе большую сумму денег. Основной причиной ухода является нежелание следовать наставлениям родителей. При деньгах он начинает кутить и гулять, при этом появляются у него друзья (один из друзей его спаивает и обкрадывает). Постепенно молодец опускается, кончаются деньги и от него уходят друзья. Дальше молодец отправляется в чужую сторону, где просит жителей научить его жить на чужбине.
На чужбине главный персонаж, после всех наставлений жителей чужой стороны, начинает новую жизнь. За это время он наживает богатства и решается на женитьбу. На свадебном пиру он впадает в новый грех — похваляется своим богатством. На его похвальбу и появляется Горе-Злочастие. Теперь Горе следует за ним следом и науськивает на плохие действия. Во сне Горе-Злочастие предстаёт перед ним, вначале в виде самой себя, а затем в виде Архангела Гавриила. После последнего преобразования молодец следует словам Горя и пропивает всё своё богатство, становясь нищим.
После очередного падения молодец отправляется в совсем незнаемую чужую страну. Пытается избавиться от Горя-Злочастия с помощью самоубийства (хотел утопиться в речке), но Горе ему сделать это не даёт. Перед ним Горе предстаёт босой и нагой, и заключает с ним договор (при этом делая напоминание о непослушании родителям). Согласно договору, даётся обещание, что молодец будет накормлен и напоен, и его перевезут через реку. На это молодец должен был покориться Горю. После того, как он был накормлен, напоен и его перевезли на другой берег перевозчики, молодец вспоминает про родителей. Он хочет возвращения к родителям, но Горе-Злочастие противится этому. Однако главный персонаж решается уйти в монастырь и стать монахом. После этого Горе от него отстаёт навсегда.